# La Laguna de Zapallar
La Laguna de Zapallar es un pueblo chileno de la comuna de Zapallar, Provincia de Petorca, Región de Valparaíso. Se ubica en el borde costero, en la ribera norte de la desembocadura del estero Catapilco, y su nombre se debe a la laguna que forma dicho estero antes de desembocar en el océano Pacífico.

## Historia
La Laguna de Zapallar surgió como traza urbana alrededor de los años 1950, y se consolidó como un asentamiento ligado a actividades estacionales, con una importante cantidad de viviendas desocupadas la mayor cantidad del año.

## Demografía
En el censo de 1992 la localidad registró 640 viviendas, con una población de 204 personas y en el censo de 2002, el pueblo tenía una población de 289 habitantes y 821 viviendas en una superficie de 0,83 km².
Para el año 2017, en una superficie de 3,03 km², el pueblo contaba con 1870 viviendas y 532 habitantes, de los cuales 280 eran hombres y 252 mujeres.